# جائزة إيطاليا الكبرى للدراجات النارية 2012
جائزة إيطاليا الكبرى للدراجات النارية 2012 هو سباق دراجات نارية أقيم بتاريخ 15 يوليو 2012 في حلبة موجيلو. كان الجولة التاسعة من أصل 18 في سباق الجائزة الكبرى للدراجات النارية موسم 2012. فاز الإسباني خورخي لورنزو بفئة الموتو جي بي بينما جاء الإسباني داني بيدروسا في المركز الثاني.

## وصلات خارجية
- الموقع الرسمي